# Istituto di virologia di Wuhan
L'Istituto di virologia di Wuhan (WIV, in Cinese 中国科学院武汉病毒研究所) è un istituto di ricerca sulla virologia gestito dall'Accademia cinese delle scienze. Situato nel distretto di Jiangxia, Wuhan, Hubei, nel 2015 ha aperto il primo laboratorio di livello di biosicurezza 4 della Cina continentale. L'istituto ha forti legami con il Galveston National Laboratory negli Stati Uniti, il Centre International de Recherche en Infectiologie in Francia e il National Microbiology Laboratory in Canada.

## Storia
Il WIV è stato fondato nel 1956 come Wuhan Microbiology Laboratory sotto l'Accademia cinese delle scienze (CAS). Nel 1961 divenne l'Istituto di microbiologia della Cina meridionale e nel 1962 fu ribattezzato Istituto di microbiologia di Wuhan. Nel 1970, è diventato l'Istituto di microbiologia della provincia di Hubei quando la Commissione Hubei di scienza e tecnologia ha assunto l'amministrazione. Nel giugno 1978, è stato restituito al CAS e ribattezzato Wuhan Institute of Virology.
Nel 2003, l'Accademia cinese delle scienze ha approvato la costruzione del primo laboratorio cinese di livello 4 di biosicurezza (BSL-4) presso il WIV. La costruzione del Laboratorio Nazionale di bio-sicurezza del WIV è stata completata con un costo di 300 milioni di yuan (44 milioni di dollari) in collaborazione con il laboratorio CIRI del governo francese alla fine del 2014.  Il nuovo edificio del laboratorio ha 3000 m² di spazio BSL-4 e anche 20 laboratori BSL-2 e due BSL-3. Le strutture BSL-4 sono state accreditate dal China National Accreditation Service for Conformity Assessment (CNAS) nel gennaio 2017, con il laboratorio di livello BSL-4 messo in funzione nel gennaio 2018.
Il National Bio-safety Laboratory ha forti legami con il Laboratorio Nazionale di Galveston della divisione medica dell'Università del Texas. Aveva anche forti legami con il National Microbiology Laboratory canadese fino a quando gli scienziati dello staff del WIV Xiangguo Qiu e suo marito Keding Cheng, anch'essi retribuiti dal governo canadese, furono scartati dal laboratorio canadese per motivi non divulgati nel luglio 2019.
Durante la costruzione del laboratorio di Wuhan sono state prese in considerazione numerose precauzioni di sicurezza. Il laboratorio è stato costruito lontano da qualsiasi pianura alluvionale. È stato anche costruito per resistere a un terremoto di magnitudo 7, anche se la regione non ha precedenti di terremoti. La comunità scientifica è stata inoltre rassicurata dal fatto che molti scienziati del laboratorio di Wuhan sono stati formati sulle procedure di sicurezza presso un laboratorio BSL-4 a Lione, in Francia. Scienziati come il biologo molecolare statunitense Richard H. Ebright, che aveva espresso preoccupazione per le precedenti fughe del virus della SARS nei laboratori cinesi di Pechino ed era stato turbato dal ritmo e dalla portata dei piani cinesi di espansione nei laboratori BSL-4, ha definito l'istituto un "istituto di ricerca di livello mondiale che svolge ricerche di livello mondiale in virologia e immunologia".

## Centri di ricerca
L'Istituto contiene i seguenti centri di ricerca:
- Centro per le malattie infettive emergenti
- Centro cinese di risorse e bioinformatica dei virus
- Centro di microbiologia applicata e ambientale
- Dipartimento di Biochimica Analitica e Biotecnologie
- Dipartimento di Virologia molecolare

## Ricerca sul coronavirus
Nel 2005, un gruppo che includeva ricercatori dell'Istituto di Virologia di Wuhan ha pubblicato ricerche sull'origine del SARS-CoV, scoprendo che i pipistrelli ferro di cavallo della Cina sono serbatoi naturali di coronavirus simili alla SARS (ad esempio Bat SARS-like coronavirus RsSHC014). Continuando questo lavoro per anni, i ricercatori dell'Istituto hanno campionato migliaia di pipistrelli ferro di cavallo (rhinolophus) in diverse zone della Cina, isolando oltre 300 sequenze di coronavirus dei pipistrelli.
Nel 2015, un gruppo di scienziati dell'Istituto ha pubblicato ricerche di successo sulla possibilità di creare un coronavirus di pipistrello che infetta cellule HeLa. Il team ha progettato un virus ibrido, combinando un coronavirus di pipistrello con un virus SARS che era stato adattato per crescere nei topi e imitare le malattie umane. Il virus ibrido è stato in grado di infettare le cellule umane.
Nel 2017, un team dell'Istituto ha annunciato che i coronavirus trovati nei pipistrelli ferro di cavallo in una grotta nello Yunnan contengono tutti i pezzi genetici del virus SARS e ha ipotizzato che il progenitore diretto del virus umano abbia avuto origine in questa grotta. Il team, che ha trascorso cinque anni a campionare i pipistrelli nella grotta, ha notato la presenza di un villaggio a solo un chilometro di distanza e ha avvertito del "rischio di ricaduta nelle persone e dell'insorgenza di una malattia simile alla SARS".

### Pandemia di Covid-19
Nel dicembre 2019, casi di polmonite associati a un coronavirus sconosciuto sono stati segnalati alle autorità sanitarie di Wuhan. L'Istituto ha verificato il suo database di coronavirus e ha scoperto che il nuovo virus era identico al 96% a un campione prelevato dai suoi ricercatori dai pipistrelli ferro di cavallo nel sud-ovest della Cina.
Mentre il virus si diffondeva in tutto il mondo, l'Istituto ha continuato le sue indagini. Nel febbraio 2020, il New York Times ha riferito che un team guidato da Shi Zhengli è stato il primo a identificare, analizzare e nominare la sequenza genetica del nuovo coronavirus (2019-nCoV o SARS-CoV-2) e caricarlo su database pubblici per gli scienziati di tutto il mondo, e su Nature.
Nel tempo sono state sollevate diverse ipotesi che il virus possa essere stato creato in questo laboratorio e successivamente sfuggito al controllo.